# Jean-Marc Ithier
Pour les articles homonymes, voir Ithier.
Jean-Marc Ithier (né le 15 juillet 1965 à Rodrigues) est un footballeur et entraîneur mauricien.

## Biographie
Il reçoit plusieurs sélections avec l'île Maurice. 
Joueur de Sunrise Flacq United, il joue ensuite dans le club sud-africain de Santos Cape Town. Il est le meilleur buteur du club avec 70 buts inscrits. 
Il est l'entraîneur de cette équipe lors de la saison 2007-2008, terminant troisième du championnat.